# 젊은이의 양지 (2020년 영화)
"젊은이의 양지"는 2020년에 개봉한 대한민국의 영화이다.

## 캐스팅
- 김호정 : 세연 역
- 윤찬영 : 이준 역
- 정하담 : 미래 역
- 최준영 : 명호 역
- 진용욱 : 재훈 역
- 김보윤 : 수희 역
- 이주원 : 오 상무 역
- 한재이 : 재원 역
- 강태제 : 연희 역
- 김재록 : 홍철희 역
- 박현영 : 최 선생 역
- 문수영 : 상우 역
- 이지봄 : 이경수 역
- 구자은 : 이경주 역
- 오정우 : 71번 면접자 역
- 안예림 : 소녀 역
- 신연식 : 이사 역
- 김현태 : 대화그룹 진행자 역
- 조은주 : 대화그룹 직원 역
- 임정운 : 대화그룹 면접관1 역
- 김서하 : 대화그룹 면접관 2 역
- 이명옥 : 대화그룹 면접관 3 역
- 김희 : 스터디멤버 1 역
- 문인환 : 스터디멤버 2 역
- 조새연 : 스터디멤버 3 역
- 허웅 : 형사 역
- 주시현 : 미래팀 조장 역
- 신소정 : 아가씨 1 역
- 연하라 : 아가씨 2 역
- 윤한나 : 조지영 대리 역
- 김민정 : 콜센터 팀장 1 역
- 김여경 : 콜센터 팀장 2 역
- 노희중 : 신연희 손님 역
- 허성우 : 준아빠 역
- 오춘환 : 식품회사경비 역
- 최준석 : 방탈출 학생 1 역
- 노현정 : 방탈출 학생 2 역
- 김규연 : 방탈출 학생 3 역
- 신다정 : 대화그룹 면접자 역
- 한지원 : 실습생 1 역
- 정윤서 : 실습생 2 역
- 임연지 : 실습생 3 역
- 한기옥 : 실습생 4 역
- 조동환 : 새실습생 역
- 권소현 : 식품회사 박과장 역 (우정출연)

## 수상
- 2019년 제24회 부산국제영화제 한국영화의 오늘 - 파노라마
- 2019년 제45회 서울독립영화제 특별초청 - 장편
- 2020년 제22회 서울국제여성영화제 링키지 : 감독X비평가
- 2020년 제18회 피렌체 한국영화제 수상 아시아나 항공 관객상 (신수원)

## 같이 보기
- 2020년 대한민국의 영화 목록